# Río Cotacajes
Der Río Cotacajes ist der linke Quellfluss des Río Beni. Er liegt an den Osthängen der Anden-Kordilleren in dem südamerikanischen Staat Bolivien.

## Flusslauf
Der Río Cotacajes verläuft entlang der Verwaltungsgrenze der Departamentos La Paz (links) und Cochabamba (rechts). Der Fluss entspringt am Südostrand der Serranía de Sicasica, er hat von der Quelle des Río Tallija aus gerechnet eine Gesamtlänge von 264 Kilometern und gehört zum Flusssystem des Amazonas. Von der Quelle flussabwärts trägt der Fluss zuerst den Namen Río Tallija (27 km), heißt dann Río Leque (35 km), dann Río Ayopaya (40 km), und dann Río Sacambaya (37 km). Der Fluss trägt seinen Namen "Río Cotacajes" ab der Vereinigung von Río Sacambaya und Río Negro (Cochabamba) und hat im engeren Sinne als "Río Cotacajes" eine Länge von 125 Kilometern. An seiner Mündung vereinigt sich der Río Cotacajes mit dem Río Santa Elena und trägt anschließend den Namen Río Alto Beni.